# Sant Victor (Cantal)
Saint-Victor és un municipi francès situat al departament de Cantal i a la regió d'Alvèrnia-Roine-Alps. L'any 2007 tenia 108 habitants.

## Demografia

### Població
El 2007 la població de fet de Saint-Victor era de 108 persones. Hi havia 44 famílies de les quals 12 eren unipersonals (4 homes vivint sols i 8 dones vivint soles), 16 parelles sense fills, 12 parelles amb fills i 4 famílies monoparentals amb fills.
La població ha evolucionat segons el següent gràfic:
Habitants censats

### Habitatges
El 2007 hi havia 79 habitatges, 45 eren l'habitatge principal de la família, 32 eren segones residències i 2 estaven desocupats. 78 eren cases i 1 era un apartament. Dels 45 habitatges principals, 41 estaven ocupats pels seus propietaris i 4 estaven llogats i ocupats pels llogaters; 3 tenien dues cambres, 10 en tenien tres, 12 en tenien quatre i 20 en tenien cinc o més. 44 habitatges disposaven pel capbaix d'una plaça de pàrquing. A 26 habitatges hi havia un automòbil i a 14 n'hi havia dos o més.

### Piràmide de població
La piràmide de població per edats i sexe el 2009 era:
| Homes | Edats   | Dones |
| ----- | ------- | ----- |
| 0     | 95 o +  | 0     |
| 0     | 90 a 94 | 0     |
| 0     | 85 a 89 | 4     |
| 0     | 80 a 84 | 0     |
| 4     | 75 a 79 | 0     |
| 0     | 70 a 74 | 0     |
| 0     | 65 a 69 | 4     |
| 8     | 60 a 64 | 4     |
| 4     | 55 a 59 | 8     |
| 4     | 50 a 54 | 0     |
| 4     | 45 a 49 | 4     |
| 8     | 40 a 44 | 12    |
| 4     | 35 a 39 | 0     |
| 12    | 30 a 34 | 0     |
| 0     | 25 a 29 | 8     |
| 4     | 20 a 24 | 0     |
| 0     | 15 a 19 | 4     |
| 0     | 10 a 14 | 4     |
| 4     | 5 a 9   | 0     |
| 0     | 0 a 4   | 8     |

## Economia
El 2007 la població en edat de treballar era de 63 persones, 38 eren actives i 25 eren inactives. Les 38 persones actives estaven ocupades(25 homes i 13 dones).. De les 25 persones inactives 10 estaven jubilades, 4 estaven estudiant i 11 estaven classificades com a «altres inactius».
Activitats econòmiques
Dels 3 establiments que hi havia el 2007, 1 era d'una empresa de comerç i reparació d'automòbils, 1 d'una empresa de serveis i 1 d'una entitat de l'administració pública.
L'any 2000 a Saint-Victor hi havia 14 explotacions agrícoles que ocupaven un total de 594 hectàrees.

## Poblacions més properes
El següent diagrama mostra les poblacions més properes.